# اولاد عامر
اولاد عامر (به فرانسوی: Oulad Aamer) یک منطقهٔ مسکونی در مراکش است که در استان قلعه سراغنه واقع شده‌است. اولاد عامر ۶٬۰۸۹ نفر جمعیت دارد.